# بوينتي دي خينافي
بلدية بوينتي دي خينافي (بالإسبانية: Puente de Génave) هي بلدية تقع في مقاطعة خاين التابعة لمنطقة أندلوسيا جنوب إسبانيا.

## الديموغرافيا
بلغ عدد سكان بلدية بوينتي دي خينافي 2.332 نسمة عام 2011 (وفقاً للمعهد الوطني للإحصاء الإسباني).
| 2.073 | 2.048 | 2.030 | 2.119 | 2.132 | 2.222 | 2.332 |